# Bahnhof Haneda Airport Terminal 3
Der Bahnhof Haneda Airport Terminal 3 (jap. 羽田空港第3ターミナル駅, Haneda-kūkō dai-san tāminaru-eki) ist ein teils ober- und teils unterirdischer Bahnhof im Bezirk Ōta der japanischen Hauptstadt Tokio. Er erschließt den internationalen Terminal des Flughafens Tokio-Haneda und wird gemeinsam von den Bahngesellschaften Keikyū und Tokyo Monorail betrieben.

## Verbindungen
Zwei Strecken auf unterschiedlichen Ebenen erschließen den internationalen Terminal am Südrand des Flughafens Tokio-Haneda: Einerseits die von Keikyū Kamata her kommende Keikyū-Flughafenlinie der Bahngesellschaft Keikyū, andererseits die in Hamamatsuchō beginnende Einschienenbahn Tokyo Monorail (auch Haneda-Linie genannt). Beide Strecken treffen in Tenkūbashi aufeinander und führen weiter zu den beiden Inlandterminals in der Mitte des Flughafengeländes (Bahnhof Haneda Airport Terminal 1·2).
Auf der Flughafenlinie verkehren, je nach Tageszeit, in beiden Richtungen 7 bis 13 Züge stündlich. Neben Nahverkehrszügen mit Halt an allen Bahnhöfen bis Shinagawa werden zwei Schnellzuggattungen angeboten. Der Airport Limited Express bedient beide Flughafenbahnhöfe und fährt anschließend ohne Halt bis nach Shinagawa. Der Airport Express hat zwei verschiedene Laufwege mit wenigen Zwischenhalten, entweder nach Shinagawa oder via Yokohama nach Zushi-Hayama. Sämtliche nach Shinagawa verkehrenden Schnellzüge werden im nachfolgenden Bahnhof Sengakuji auf die Asakusa-Linie der U-Bahn Tokio durchgebunden. Auf diese Weise können umsteigefreie Verbindungen nach Oshiage oder weiter zum Flughafen Narita und nach Shibayama-Chiyoda angeboten werden. Beispielsweise gibt es von 9 bis 19 Uhr alle 40 Minuten einen Direktzug zwischen den Flughäfen Haneda und Narita.
Die Einschienenbahn verkehrt von 9 bis 17 Uhr zwölfmal stündlich zu den Inlandterminals sowie nach Hamamatsuchō, wobei sich Lokal- und Expresszüge abwechseln. Während der Hauptverkehrszeit werden 14 Züge je Richtung angeboten, zu den übrigen Zeiten sind es zwischen vier und zwölf. Zahlreiche Buslinien der Gesellschaften Keihin Kyūkō Bus und Airport Transport Service verkehren vom Busbahnhof vor dem Eingang des Terminals.

## Anlage
Die Anlage gliedert sich in zwei Teile. Der Tunnelbahnhof der Keikyū-Flughafenlinie befindet sich im zweiten Untergeschoss des internationalen Flughafenterminals. Er ist von Westen nach Osten ausgerichtet und besitzt zwei Gleise an Seitenbahnsteigen. Von dort aus führen Treppen, Rolltreppen und Aufzüge nicht nur hinauf zum Erdgeschoss, sondern auch direkt zur Abflughalle im dritten Obergeschoss und zur Ankunftshalle im zweiten Obergeschoss. Mit 14 Metern sind die Bahnsteige ungewöhnlich breit, damit auch Kofferkulis vom Terminal dorthin gebracht werden können. Außerdem sind Bahnsteigtüren installiert, wobei es sich um die ersten auf dem gesamten Keikyū-Streckennetz handelt. 16 Überwachungskameras sind mit besonderen Sensoren ausgestattet, die liegengelassene Gegenstände erkennen können. Wird beispielsweise ein Gepäckstück erkannt, das eine bestimmte Zeit lang keiner Person zugeordnet werden kann, wird das Sicherheitsbüro des Flughafens optisch und akustisch gewarnt. Die Gesamtkosten für den Bau dieses Bahnhofs werden auf etwa 15 Milliarden Yen geschätzt.
Der Bahnhof der Einschienenbahn ist an die Fassade des Terminalgebäudes angebaut und ist von Nordwesten nach Südosten ausgerichtet. Im dritten Obergeschoss verlaufen zwei Fahrwege, die von Seitenbahnsteigen flankiert werden und ebenfalls mit Bahnsteigtüren ausgestattet sind. Es bestehen direkte Zugänge sowohl zur Abflug- als auch zur Ankunftshalle. Im Gegensatz zum Keikyū-Bahnhof ist es nicht möglich, mit den Kofferkulis bis zu den Bahnsteigen zu gelangen.
Im Fiskaljahr 2019 nutzten durchschnittlich 39.772 Fahrgäste täglich den Bahnhof. Davon entfielen 29.698 auf Keikyū und 10.074 auf Tokyo Monorail.

## Bilder

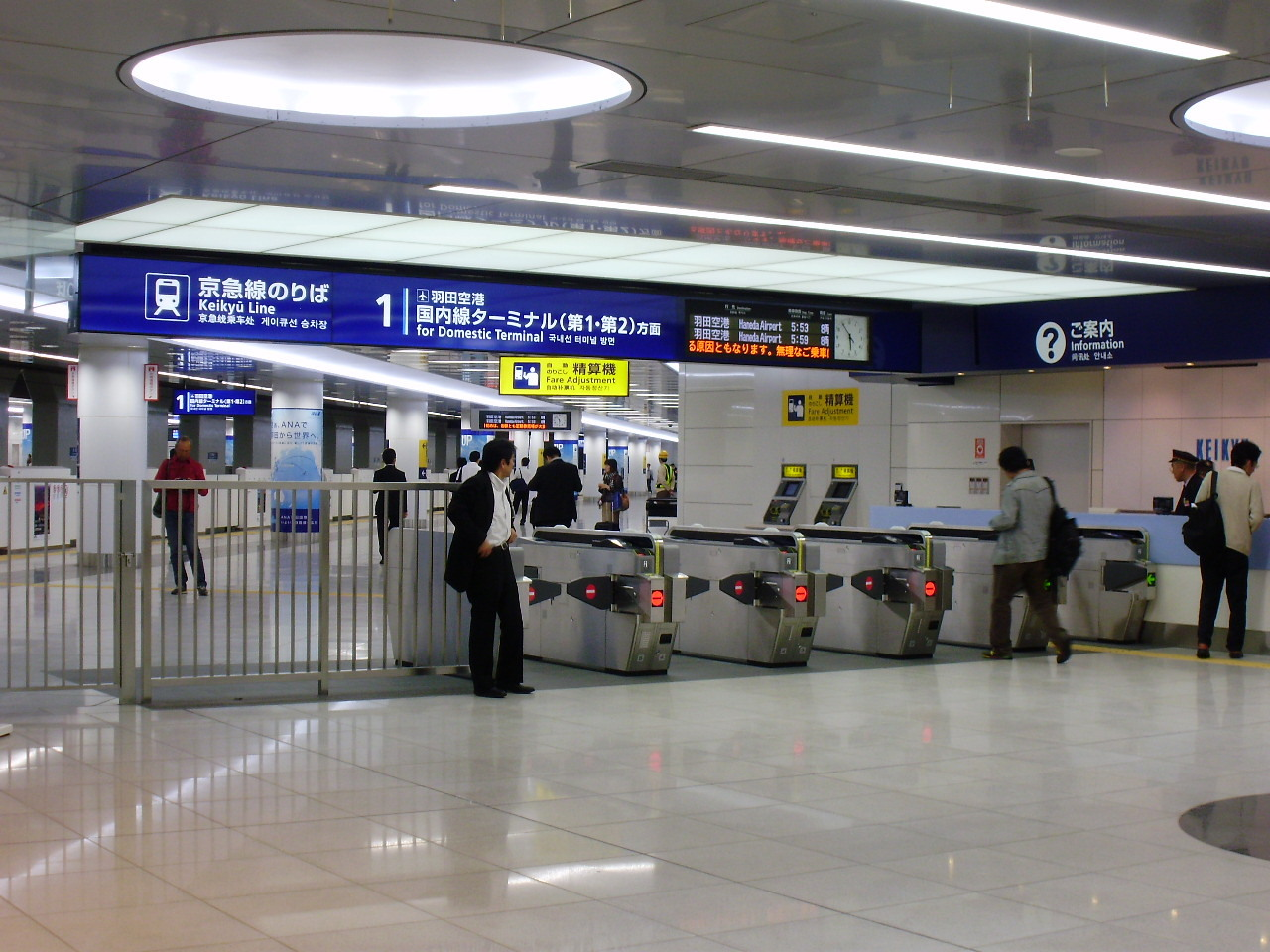
Zugang zum Keikyū-Bahnhof
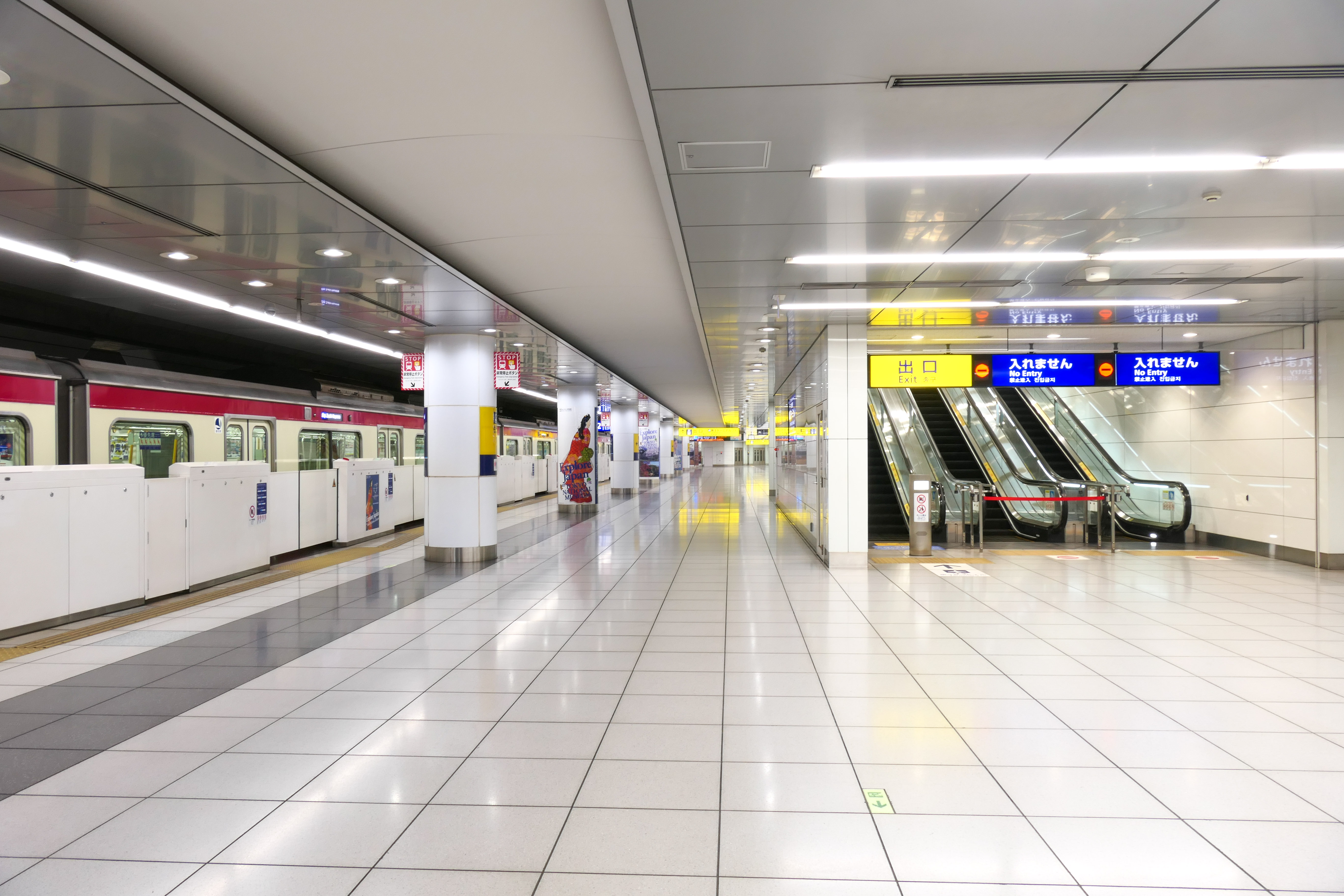
Bahnsteig im Keikyū-Bahnhof
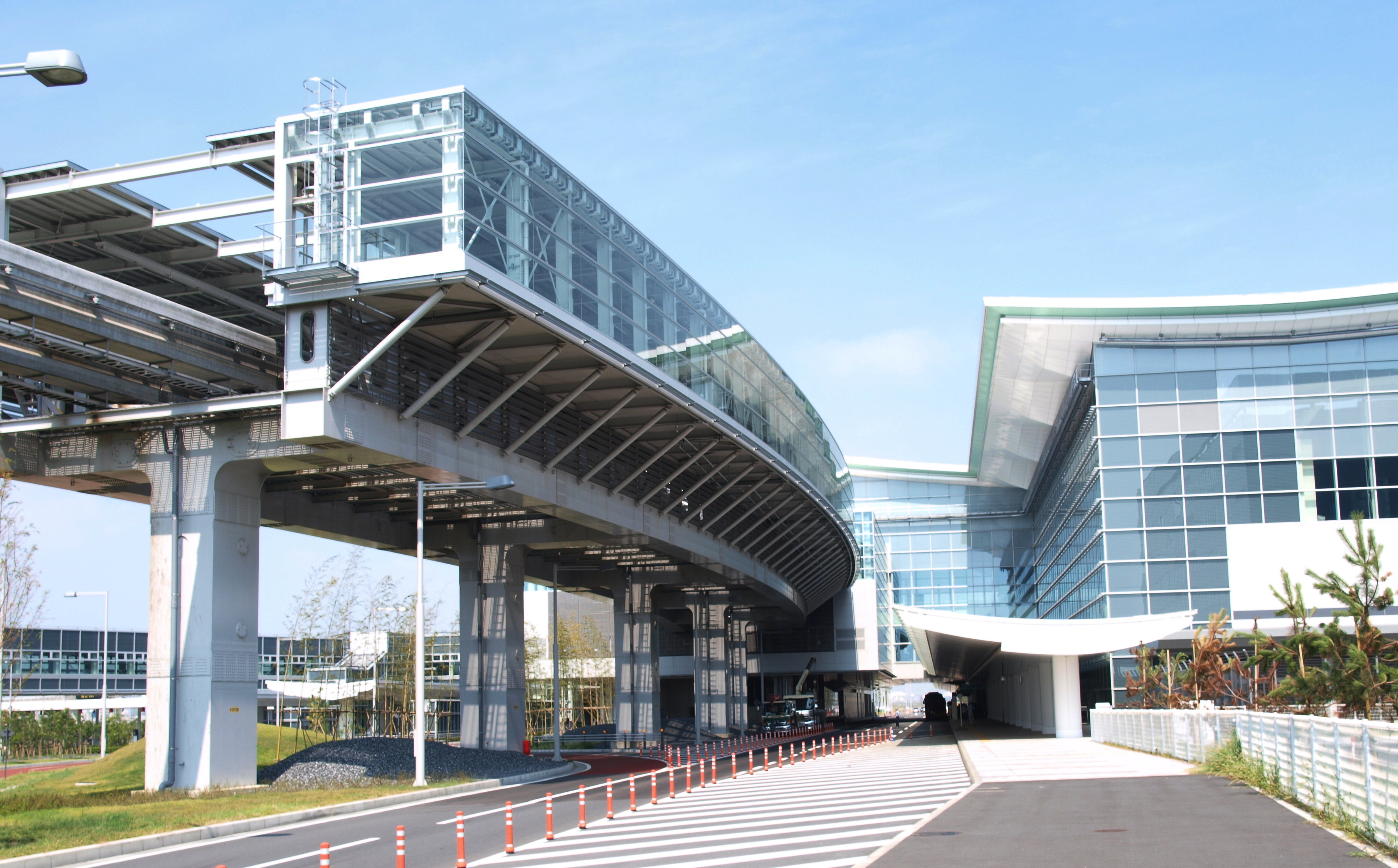
Außenansicht des Monorail-Bahnhofs
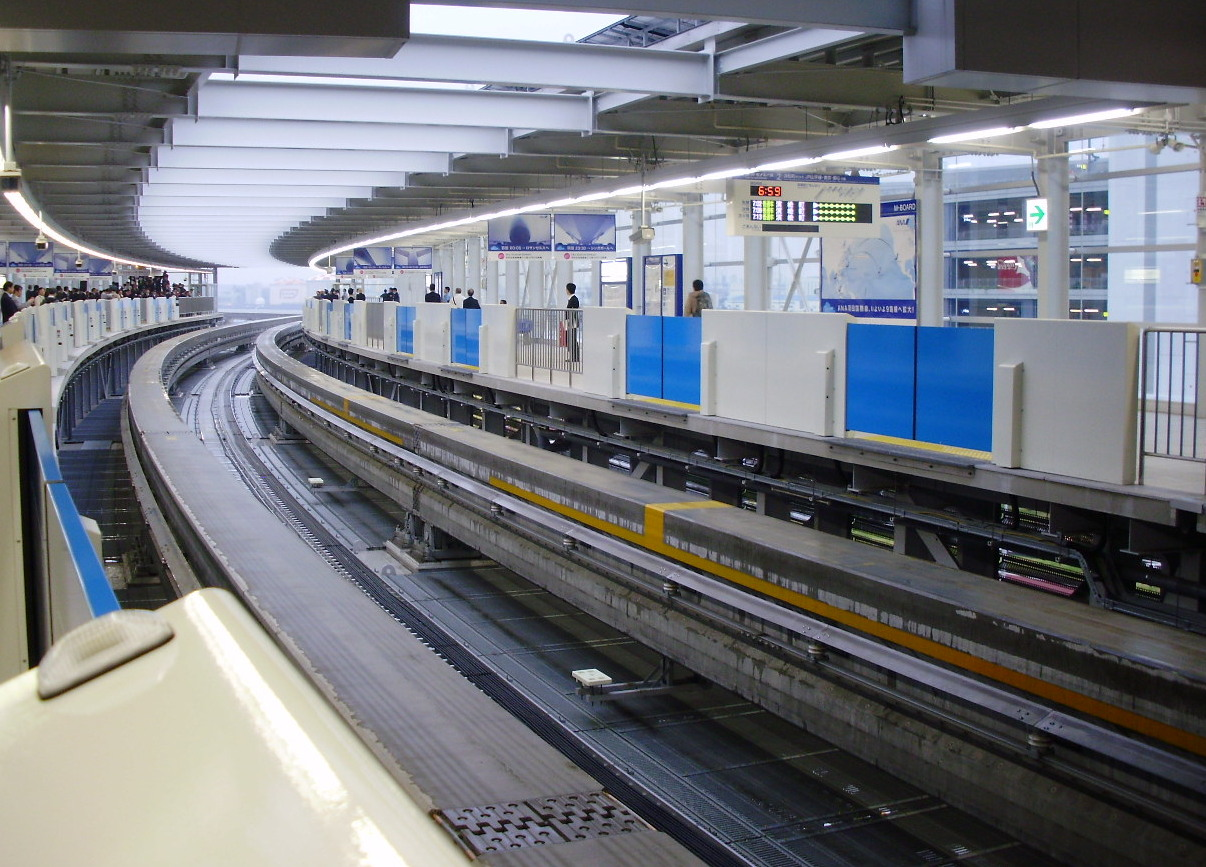
Bahnsteige im Monorail-Bahnhof

## Gleise
Keikyū:
| 1 | ▉ Keikyū-Flughafenlinie | Haneda Airport Terminal 1·2          |
| 2 | ▉ Keikyū-Flughafenlinie | Keikyū Kamata • Shinagawa • Yokohama |

Tokyo Monorail:
| 1 | ▉ Haneda-Linie | Haneda Airport Terminal 2   |
| 2 | ▉ Haneda-Linie | Tennōzu Isle • Hamamatsuchō |

## Linien
| Verlauf der Keikyū-Flughafenlinie                                                                                      |
| --- |
| Keikyū Kamata • Kōjiya • Ōtorii • Anamori-inari • Tenkūbashi • Haneda Airport Terminal 3 • Haneda Airport Terminal 1·2 |

## Geschichte

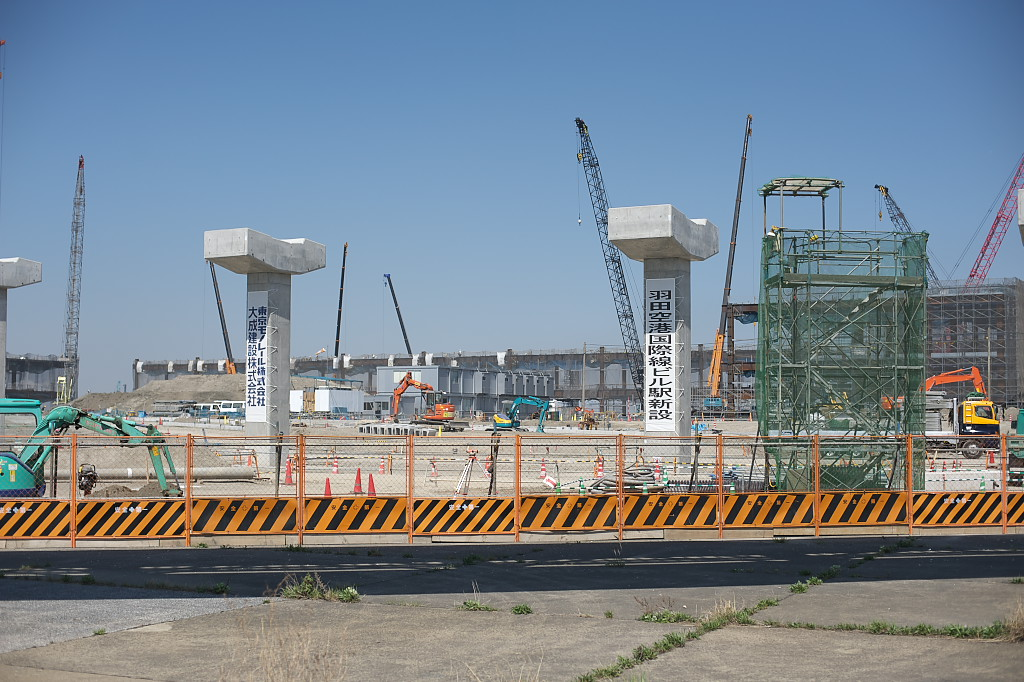
Bauarbeiten im April 2009

Nach der Fertigstellung umfangreicher Erweiterungen des Flughafens Haneda auf Landgewinnungsflächen in der Bucht von Tokio erschlossen zwei Bahnstrecken die zentral gelegenen Terminals 1 und 2: seit 1993 die Einschienenbahn Tōkyō Monorail und seit 1998 die Keikyū-Flughafenlinie. Damals war der Flughafen fast ausschließlich Inlandflügen vorbehalten, in einem Anbau des Terminals 2 fertigte man lediglich eine kleine Zahl internationaler Flüge ab. 2005 begannen die Bauarbeiten an einem neuen internationalen Terminal im Süden des Geländes. Im bereits bestehenden Tunnel der Keikyū-Flughafenlinie entstand ein neuer Tunnelbahnhof, während die Trasse der Einschienenbahn etwas nach Norden hin verschwenkt werden musste, um einen optimalen Zugang zu erhalten. Ursprünglich war die Inbetriebnahme des neuen Terminals im Dezember 2009 vorgesehen, doch die Arbeiten verzögerten sich um zehn Monate.
Gleichzeitig mit der Eröffnung des internationalen Terminals erfolgte am 21. Oktober 2010 die Eröffnung des neuen Bahnhofs. Für ihren Gebäudeteil verwendeten die Betreiber jeweils unterschiedliche Namen: Bei Keikyū lautete er Haneda Airport International Terminal (羽田空港国際線ターミナル, Haneda-kūkō kokusaisen tāminaru), jener von Tōkyō Monorail hieß Haneda Airport International Terminal Building (羽田空港国際線ビル, Hanedakūkō koku-saisen biru). Entsprechend der Umbenennung des internationalen Terminals erhielten beide Bahnhofsteile am 14. März 2020 den heutigen gemeinsamen Namen Haneda Airport Terminal 3.